# Perras de reserva (libro)
Perras de reserva es un libro de cuentos de la escritora y activista mexicana Dahlia de la Cerda. Fue publicado originalmente en 2019 por la editorial Tierra Adentro, y reeditado en 2022 por Editorial Sexto Piso con cuatro relatos adicionales, completando trece cuentos interconectados. Su edición en inglés, titulada Reservoir Bitches, fue seleccionada para la lista larga del Premio Booker Internacional en 2025.

## Sinopsis
Perras de reserva reúne relatos narrados en primera persona por mujeres de contextos precarios, violentos o marginados. Entre los personajes hay sicarias, trabajadoras sexuales, universitarias de clase baja, una joven que aborta clandestinamente, una bruja que invoca al diablo y una mujer trans víctima de violencia. La obra utiliza un lenguaje oral, directo y cargado de humor negro, así como referencias culturales y musicales propias del norte de México.

## Estilo y temas
El libro ha sido descrito como una obra de literatura feminista, radical, irreverente y callejera. Los relatos abordan temas como el aborto, la pobreza, la sexualidad disidente, la violencia estructural y el crimen organizado, desde una perspectiva que desafía los discursos hegemónicos de género y clase. La narración en primera persona busca cuestionar la neutralidad del lenguaje literario tradicional.

## Recepción
Perras de reserva recibió el Premio Nacional de Cuento Joven Comala en 2019 por su versión original de diez cuentos. En 2025, la traducción al inglés fue seleccionada para la longlist del Premio Booker Internacional, lo que convirtió a Dahlia de la Cerda en la primera autora mexicana finalista desde Valeria Luiselli.
La crítica ha sido dividida: medios como Volcánicas y La Jornada elogiaron su potencia política y estética, mientras que otros como Milenio cuestionaron su estilo directo y lo calificaron como “machismo al revés”.

## Traducción
La edición en inglés, titulada Reservoir Bitches, fue traducida por Heather Cleary y Julia Sanches, y publicada por And Other Stories en Reino Unido. La traducción conservó el tono irreverente y directo del original.

## Sobre la autora
Dahlia de la Cerda nació en Aguascalientes en 1985. Es escritora, activista y cofundadora del colectivo Morras Help Morras. Su obra se centra en temas como feminismo, violencia de género, clase social y disidencia sexual.